# جون يي
جون يي (بالإنجليزية: Jun Ye)‏ هو فيزيائي أمريكي، ولد في 1967 في شانغهاي في الصين.